# Věznice Sing Sing
Věznice Sing Sing (anglicky Sing Sing Correctional Facility) je věznice s nejvyšším stupněm ostrahy, která se nachází v americkém městě Ossining 50 km severně od New Yorku a je provozována státem New York. Je v ní vězněno okolo 1700 osob a má asi tisíc zaměstnanců.
Je třetí nejstarší věznicí ve státě New York, byla založena roku 1826 a byl v ní zaveden tzv. Auburnský systém, podle něhož měli vězni přísně zakázáno mezi sebou mluvit. Název věznice pochází z jazyka domorodého kmene Wappingerů a znamená „kámen na kameni“.
Ve věznici byly prováděny popravy na elektrickém křesle, poslední proběhla v roce 1963 a trest smrti byl ve státě New York zrušen roku 1972. Nejznámějšími popravenými v Sing Singu byli 19. června 1953 Julius a Ethel Rosenbergovi, obvinění ze špionáže ve prospěch Sovětského svazu.
Mezi vězni Sing Singu byli Lucky Luciano, Paul Geidel nebo Dewey Bozella. Věznice je zmíněna ve filmech Producenti, Constantine, Maniac Cop, Hudson Hawk nebo Loupež na úrovni, rovněž v československém snímku Pane, vy jste vdova!. V hovorové americké angličtině se vžil pro vězení termín „up the river“ (nahoře na řece), narážející na umístění Sing Singu na horním toku řeky Hudson.
V Sing Singu vystupoval operní pěvec Fjodor Šaljapin.
V roce 2014 byl představen návrh, aby byla budova bývalé elektrárny proměněna na muzeum vězeňství.